# Kirke Hvalsø
Kirke Hvalsø ist ein Ort auf der dänischen Insel Seeland. Er gehört zur Gemeinde Lejre in der Region Sjælland und hat 4340 Einwohner (Stand 1. Januar 2023).
Kirke Hvalsø liegt jeweils etwa 15 km entfernt von Roskilde im Nordosten, Holbæk im Nordwesten und Ringsted im Süden.

## Entwicklung der Einwohnerzahl
| Jahr* | Einwohner |
| ----- | --------- |
| 1976  | 2659      |
| 1981  | 2997      |
| 1986  | 3089      |
| 1990  | 3225      |

| Jahr* | Einwohner |
| ----- | --------- |
| 1996  | 3232      |
| 2000  | 3430      |
| 2004  | 3730      |
| 2008  | 3871      |

| Jahr* | Einwohner |
| ----- | --------- |
| 2010  | 3929      |
| 2014  | 4018      |
| 2018  | 4096      |
| 2022  | 4294      |

* jeweils 1. Januar

## Verwaltungszugehörigkeit
- 1. April 1970 bis 31. Dezember 2006: Hvalsø Kommune, Roskilde Amt
- seit 1. Januar 2007: Lejre Kommune, Region Sjælland

## Sehenswürdigkeiten
- Kirke Hvalsø Kirke, romanischer Kirchenbau mit reicher Renaissance-Ausstattung
- Das Ganggrab von Nørre Hvalsø (dänisch Nørre Hvalsø Jættestue) liegt im Nordwesten von Kirke Hvalsø.

## Persönlichkeiten
- Hans Laurids Sørensen (1901–1974), Turner